# اینار کارلسون
اینار کارلسون (سوئدی: Einar Karlsson؛ ۱ سپتامبر ۱۹۰۸ – ۱۷ فوریه ۱۹۸۰) کشتی‌گیر اهل سوئد بود.
وی در مسابقات کشوری و بین‌المللی در مجموع برندهٔ ۱ مدال نقره، ۴ مدال برنز شده‌است.